# Кяуксе (район)
21°45′ пн. ш. 96°15′ сх. д. / 21.75° пн. ш. 96.25° сх. д.

Розташування району Кяуксе в регіоні Мандалай

Кяуксе (бірм. ကျောက်ဆည်ခရိုင်) — район округу Мандалай у центральній М'янмі. Адміністративним центром є місто Кяуксе.

## Селища
До району входять три волості:
- Кяуксе
- Сінтгайнг
- М'їтта

До 2022 року волость Тада-У з Кяксе виокремлена до району Тада-У.

## Географія
На схід від району Кяуксе розташовані район Таунгі та самоврядна зона Дану штату Шан. На півдні розташовані райони Мейктіла і М'їньянь. На заході межує з районом М'їньянь, на півночі з районом Мандалай і з районом Сікайн області Сікайн.
Східна частина району оточена гірськими районами штату Шан. Західна половина рівнинна і плоска. Сільськогосподарські угіддя навколо зрошувального району Кяуксе — це піщані, червоні супіщані ґрунти. Гора П'яккарве, яка вважається центром М'янми, розташована у волості М'їтта.

## Населення
За даними перепису 2014 року, населення району Кяуксе становило 741 071 осіб. Відповідно до річного звіту Департаменту загальної адміністрації, чисельність населення у 2019 році становила 710 036 осіб. У районі Кяуксе понад 80 000 осіб, або 11 відсотків населення, проживають у містах, тоді як близько 660 000 людей проживають у сільській місцевості.
Етнічний склад — переважно бірманці (96 %). Решта населення включає шанів, дану та інші меншини. Загальною релігією є буддизм.